# Foro di Augusto
Il Foro di Augusto è uno dei Fori Imperiali di Roma, il secondo in ordine cronologico.
Disposto ortogonalmente rispetto al precedente Foro di Cesare, ne riprese l'impostazione formale, con una piazza porticata dove sul lato breve dominava il tempio dedicato a Marte Ultore, inaugurato nel 2 a.C., che si appoggiava sul fondo all'altissimo muro perimetrale. Dietro ai portici laterali si aprivano ampie esedre, spazi semicircolari coperti. Alla testata del portico settentrionale un ambiente distinto ospitava una statua colossale dell'imperatore.
Anche in questo caso, come nell'opera cesariana, la costruzione del complesso era stata voluta per fini propagandistici e tutta la sua decorazione celebra la nuova età dell'oro che si inaugura con il principato di Augusto. Svetonio racconta che:
(Svetonio, Augustus, 29.)
(Svetonio, Augustus, 56)

## Storia

### Fondazione

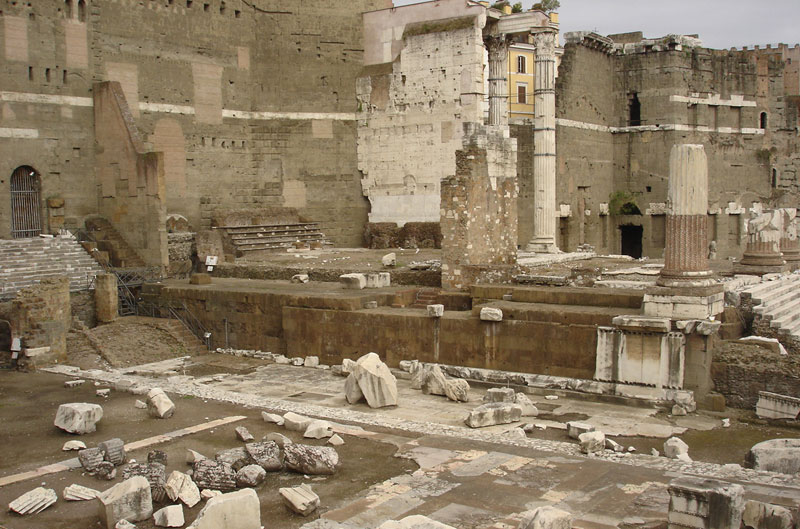
Foro di Augusto

Ottaviano aveva promesso di erigere a Roma un tempio dedicato a Marte Ultore (ossia "Vendicatore") in occasione della battaglia di Filippi del 42 a.C., nella quale egli stesso e Marco Antonio avevano sconfitto gli uccisori di Cesare, Bruto e Cassio, e dunque vendicato la sua morte. Il grande tempio sostituiva un'edicola provvisoria nel Campidoglio.
Dopo la sconfitta di Marco Antonio e la conquista dell'Egitto tolemaico con la battaglia di Azio (31 a.C.), il Senato conferì ad Ottaviano nel 27 a.C. i massimi poteri civili e militari, propri delle antiche magistrature repubblicane, e in seguito il titolo sacrale ed onorifico di Augustus ("venerato"). Consolidato il proprio potere, Augusto si occupò della riorganizzazione urbanistica e architettonica della capitale, che rappresentò un'importante espressione del nuovo corso politico da lui inaugurato. In questo quadro furono probabilmente avviati anche i lavori di costruzione del nuovo complesso forense.
Come lo stesso Augusto ricorda nelle Res Gestae, il nuovo complesso monumentale venne eretto ex manubiis, ossia finanziato con il bottino di guerra ottenuto con le proprie vittorie, secondo la tradizione in auge per i condottieri della tarda età repubblicana, e in suolo privato, ossia su un terreno acquistato a proprie spese da privati, collocato sulle pendici del Quirinale, a ridosso del popoloso quartiere della Suburra.
Il terreno per la nuova opera pubblica venne acquistato da privati, ma poiché Augusto non volle entrare in conflitto con alcuni proprietari riluttanti a cedere la loro proprietà, il progetto venne ridimensionato, almeno rispetto al desiderio dell'imperatore, non volendo egli ricorrere alle maniere forti.
Il Foro venne inaugurato, probabilmente non ancora del tutto completato, nel 2 a.C., anno nel quale Augusto ottenne il titolo di pater patriae ("padre della patria") e aveva indicato nel nipote Lucio Cesare il proprio successore.
La nuova piazza permise di avere nuovi spazi per i processi; ma la funzione più significativa del foro di Augusto fu quella di centro rappresentativo, destinato alla glorificazione dell'imperatore e della sua stirpe.
Un capitello conservato nell'area archeologica è stato interpretato come testimonianza di lavori di restauro ai portici eseguiti sotto Adriano, che comunque devono essere stati di poco conto.

### Storia post-antica

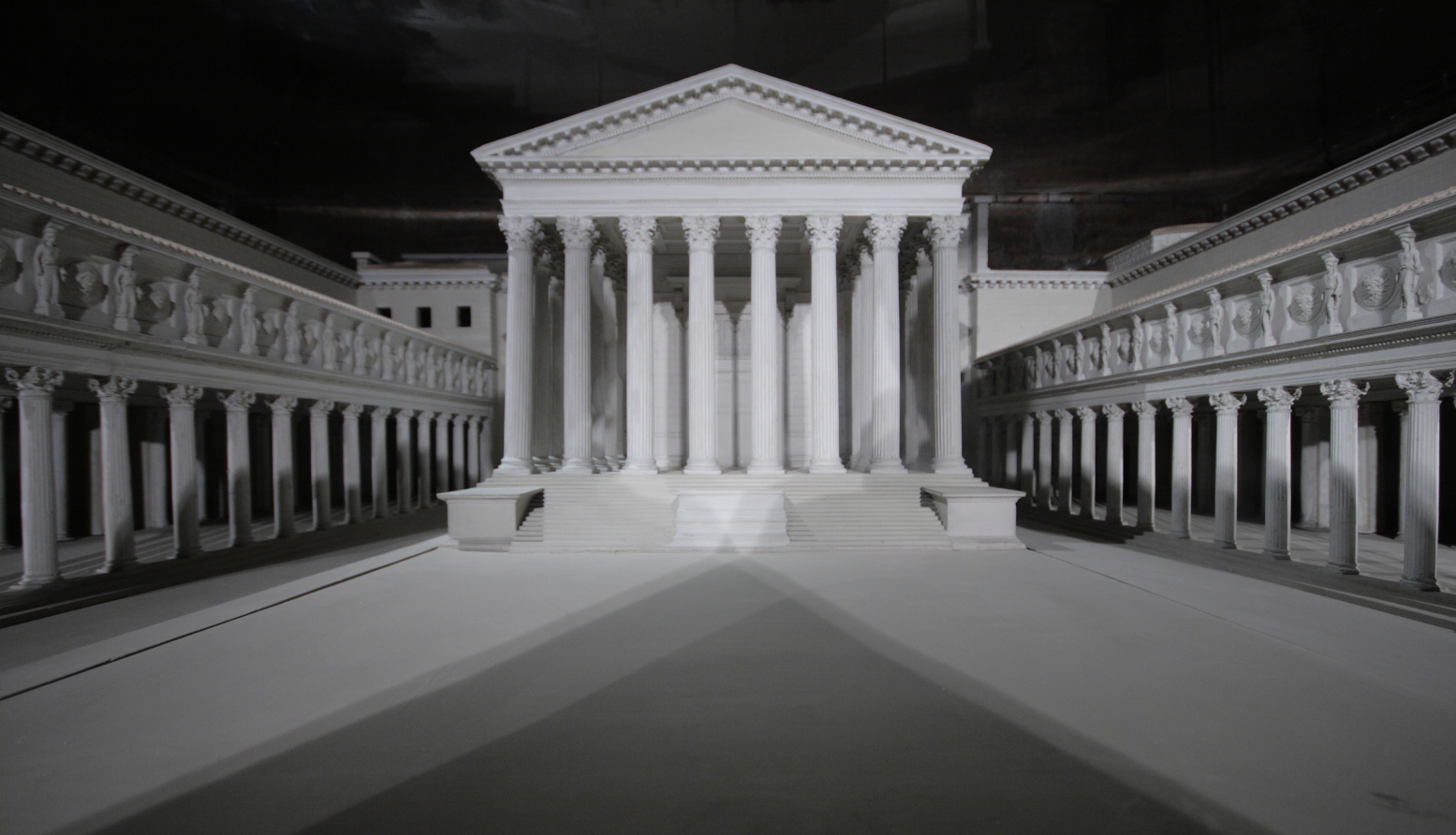
Modellino ricostruttivo del foro di Augusto

Il Foro dovette essere abbandonato in età piuttosto precoce rispetto ai complessi imperiali contigui e il tempio doveva essere già in via di smantellamento nel VI secolo.
Nel IX secolo sopra il podio del tempio venne costruita la chiesa di San Basilio, oratorio di un convento di monaci basiliani che aveva occupato oltre al podio del tempio (palatium vetus) anche altre strutture del Foro (palatium novum). Nel convento si insediarono a partire dal XIII secolo i cavalieri di San Giovanni e il complesso venne restaurato a più riprese nel Quattrocento, in particolare sotto il priorato del cardinale Marco Barbo, nipote di papa Paolo II (1466-1470).
Nel foro venne rinvenuta nel Cinquecento la scenografica fontana del Marforio, oggi posta nei Musei Capitolini (cortile del Palazzo Nuovo), così chiamata a seguito del suo rinvenimento nel "Foro di Marte" (Martis Forum, nome che gli antichi attribuivano al Foro di Augusto).
Del tempio erano rimaste in piedi tre colonne del fianco destro e parte della corrispondente parete della cella. I resti e le decorazioni superstiti del tempio e del complesso forense vennero studiati e rilevati da diversi architetti rinascimentali, tra i quali Baldassarre Peruzzi, Andrea Palladio e i Da Sangallo.
Nel 1568 papa Pio V insediò nel convento le monache domenicane, che costruirono sul podio del tempio una nuova chiesa dedicata alla Santissima Annunziata, che inglobò quella più antica. Negli stessi anni il nipote del papa, il cardinale Michele Bonelli si occupò dell'urbanizzazione dell'intera area, realizzando nel 1570 un riempimento di terre sul quale venne edificato un intero quartiere (Alessandrino): una delle strade, la via Bonella, correva a fianco dei resti del tempio ed entrava nella suburra passando sotto l'arco dei Pantani.
Nel XIX secolo si avviarono le prime indagini archeologiche e i primi restauri. Nel 1825 Francesco Saponieri eseguì dei saggi di scavo sotto il cosiddetto "Arco dei Pantani" e nel 1838 venne demolito il campanile che era stato costruito sopra le colonne superstiti del tempio, a causa delle sue precarie condizioni statiche. Altre indagini e saggi furono condotti ancora da Saponieri, insieme all'architetto francese Joseph Toussaint Uchard nel 1840 e Louis Noguet redasse rilievi e ricostruzioni del complesso tra il 1863 e il 1871. Infine nel 1888-1889 Rodolfo Lanciani condusse i primi scavi archeologici in un'area acquistata pochi anni prima dal comune di Roma.
A partire dal 1924 il convento e la chiesa della Santissima Annunziata vennero demoliti e furono iniziati gli scavi diretti da Corrado Ricci, che con l'obiettivo di rimettere in luce le strutture romane, demolirono sistematicamente tutte le tracce successive; venne inoltre eliminata la via Bonella che attraversava il lato meridionale del complesso forense, sostituita da una passerella di attraversamento. A seguito degli scavi, tra il 1927 e il 1931 si restaurarono i resti pavimentali, il muro di fondo del complesso e le superstiti colonne del tempio. Lo scavo però fu limitato alla parte di fondo del complesso.
Nello scavo del settore meridionale del Foro di Traiano condotto nel 1998-2000 sono state scoperte le fondazioni di un muro semicircolare, appartenente ad una seconda coppia di esedre aperte alle spalle dei portici, più piccole di quelle già conosciute, e successivamente eliminate per la costruzione dei contigui Foro di Nerva e Foro di Traiano. Altri scavi in prosecuzione degli scavi giubilari si sono svolti nel complesso nel 2006-2007.

## Profilo architettonico
L'ispirazione per l'opera fu certamente il Foro di Cesare, del quale si riprese l'impianto della piazza porticata dominata su un lato dal tempio e con al centro la statua del fondatore. 
Ogni elemento è teso con insistenza all'esaltazione della gens Iulia, con la serie dei summi viri conclusa idealmente nel gruppo centrale della quadriga di Augusto.
Nel complesso, mescolando insieme influssi di varia provenienza (tradizioni italiche e romano-repubblicane e influssi dall'arte greca classica ed ellenistica microasiatica),  venne elaborato uno stile architettonico e decorativo ufficiale romano, nell'insieme classicistico, che fu alla base di tutte le evoluzioni successive. Il modello architettonico e decorativo rappresentato dal Foro di Augusto fu ripreso nei fori dei municipia italici e in quelle delle capitali provinciali occidentali (l'esempio più noto è rappresentato dal "Foro di marmo" di Augusta Emerita) nel corso del periodo successivo e per tutta l'età giulio-claudia.

## Descrizione

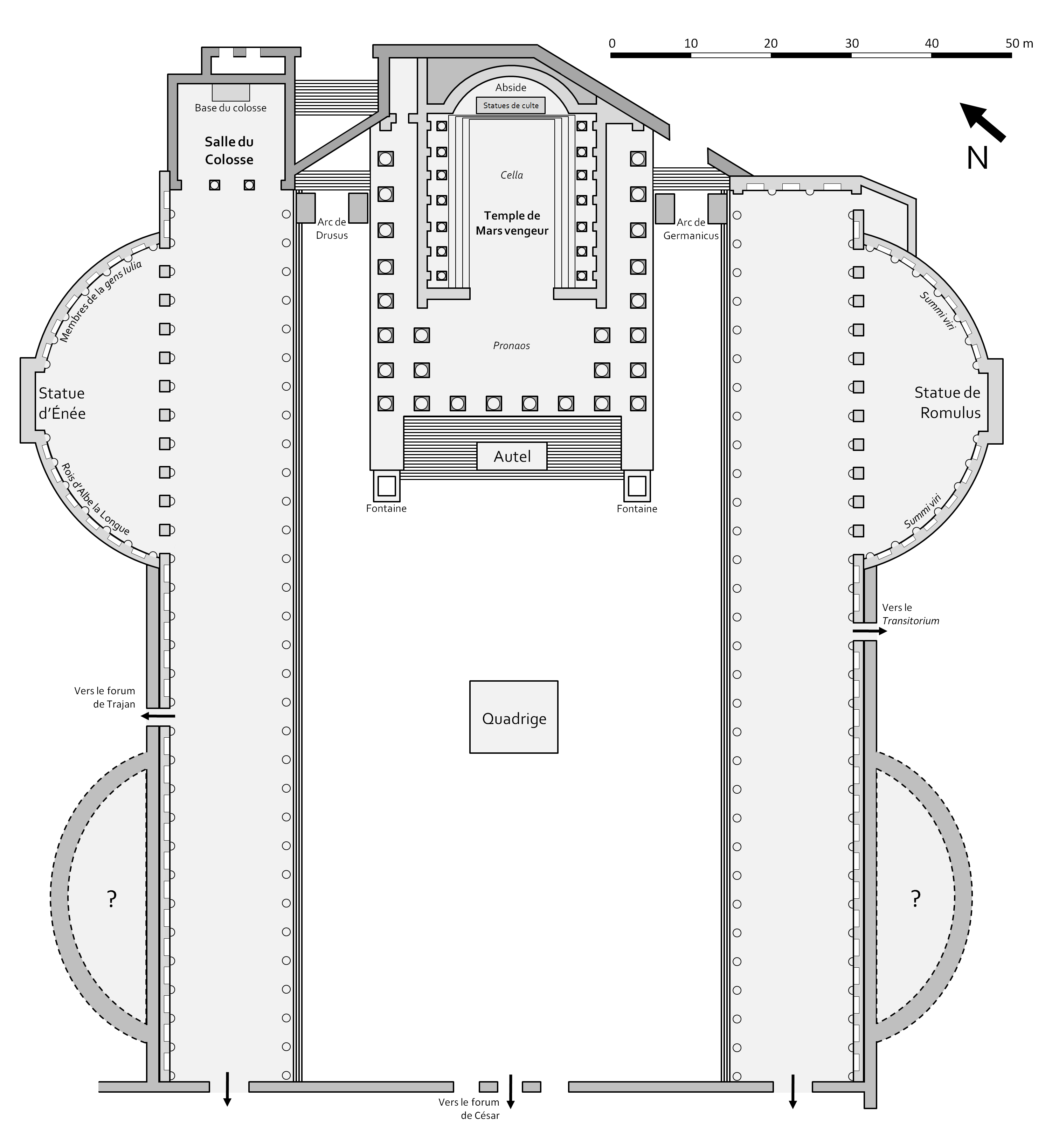
Mappa ricostruttiva del Foro di Augusto

### Muro perimetrale e accessi
Il complesso (120 m x 120 m), era chiuso da un muro perimetrale alto circa 33 m, realizzato in opus quadratum, con blocchi di peperino e pietra gabina per le parti in vista, o di tufo di Grottaoscura per le parti addossate ad altri edifici o eseguite all'epoca della costruzione contro terra. Il muro isolava il foro dalla retrostante Suburra. Vi sono presenti due marcapiani in blocchi di travertino e un altro filare in questo materiale ne corona la sommità. Il muro presenta una pianta irregolare, adattata all'andamento degli antichi condotti fognari e della viabilità preesistente della Suburra (oggi ricalcata dalla via della Salita del Grillo).
Dalla via alle spalle del muro si accedeva al complesso per mezzo di due aperture ai lati del tempio, quella a nord a tre fornici e quella a sud ad una sola arcata, conosciuta con il nome medioevale di "Arco de' Pantani": in entrambi i casi il dislivello rispetto al piano del foro era superato per mezzo di scalinate. Alla base delle scale furono eretti gli archi trionfali dedicati nel 19 d.C. a Druso minore (ne restano frammenti dell'iscrizione a terra) e a Germanico per la vittoria sugli Armeni.

### Tempio di Marte Ultore

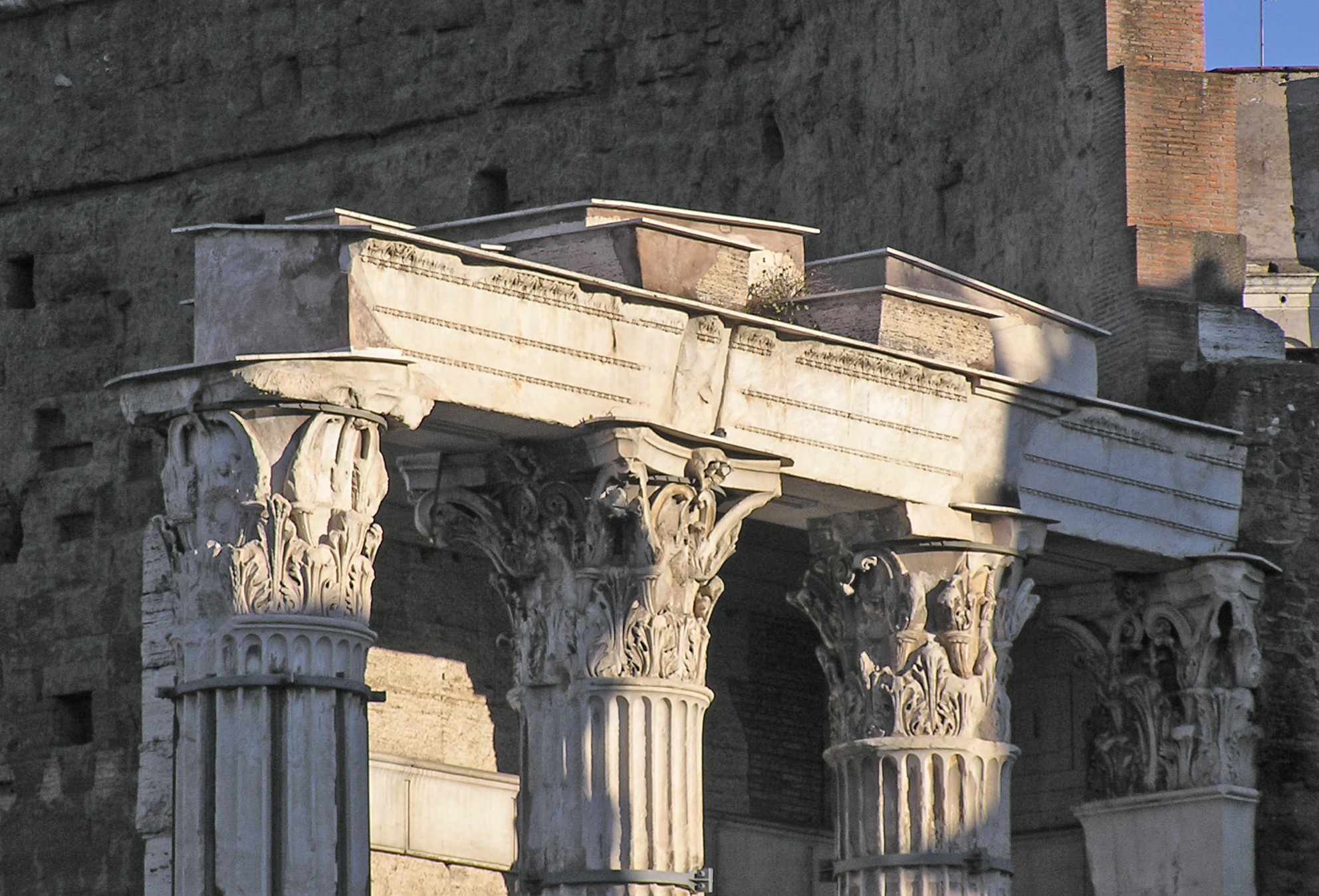
Dettaglio dei capitelli e dell'architrave, unica parte rimasta della trabeazione) nelle colonne sul fianco destro del tempio

Al muro perimetrale si addossava sul lato di fondo il tempio (40 x 30 m), dedicato a Marte Ultore ("Vendicatore").  Si innalzava su un podio (alto circa 3,5 m) rivestito in blocchi di marmo ed aveva otto colonne corinzie in facciata e altrettante su ciascuno dei fianchi, dove il colonnato terminava contro il muro di fondo con una lesena. I colonnati e le pareti esterne della cella erano realizzati in marmo lunense. L'ordine architettonico del tempio ha rappresentato un modello in seguito divenuto canonico, all'origine dell'evoluzione della decorazione architettonica romana.
Il podio era costituito da fondazioni in opera cementizia e in blocchi di tufo, sotto i muri, e in tufo e travertino, sotto i colonnati; le fondazioni erano rivestite da blocchi di marmo. Vi si accedeva per mezzo di una scalinata frontale di 17 gradini in marmo, su fondazioni in cementizio, interrotta al centro da un altare.
La cella aveva le pareti interne decorate da due ordini di colonne staccate dalla parete, rispecchiate sul muro da altrettante lesene. Sul fondo la cella terminava con un'abside, staccata mediante un'intercapedine dal muro di fondo, occupata da un podio per le statue di culto, preceduto da una scalinata rivestita in lastre di alabastro. Vi erano ospitate statue di Marte e di Venere; altre sculture erano probabilmente ospitate nelle nicchie che si aprivano sulle pareti tra le colonne.

### La piazza e i portici

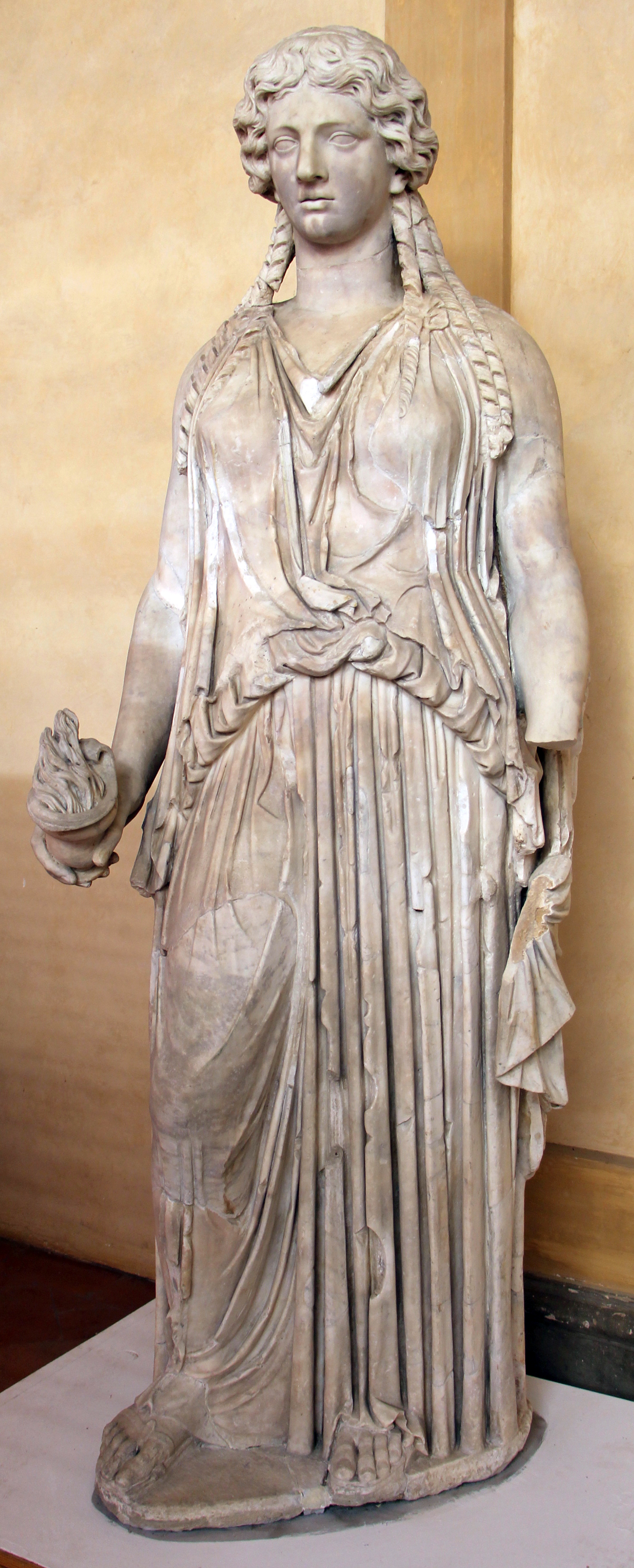
Cariatide dall'attico dei portici del Foro di Augusto (Firenze, villa Corsini a Castello)

Davanti al tempio si apriva una piazza rettangolare di circa 70 x 50 m, di dimensioni relativamente ridotte, fiancheggiata dalle facciate dei portici laterali (in totale il foro misurava 125x118 metri, comprese le esedre).
Al centro della piazza doveva trovarsi una colossale scultura con Augusto sulla quadriga trionfale. Sul basamento doveva trovarsi l'iscrizione PATRI PATRIAE, "Al padre della patria", come attestano le Res gestae divi Augusti.
Il colonnato corinzio dei portici, soprelevato con alcuni gradini rispetto al piano della piazza, presentava fusti in marmo giallo antico. Era sormontato da un attico, con figure di cariatidi, copia di quelle classiche dell'Eretteo sull'acropoli di Atene, alternate a scudi ("clipei") con ricche incorniciature e ornati al centro da teste di divinità barbute, che sono state identificate con Giove-Ammone, con corna di ariete, alternato ad un'altra divinità con torque, in stile ellenistico.
All'interno le pareti di fondo erano ornate da semicolonne in marmo giallo antico, tra le quali si aprivano nicchie che ospitavano le statue di una galleria di personaggi della storia repubblicana, come ci ricorda Svetonio:
(Svetonio, Augustus, 31.)
Altre statue dovevano trovarsi su basamenti posti davanti alle colonne della facciata. La pavimentazione presentava un disegno a grande modulo in lastre di marmi colorati (bardiglio di Luni, marmo africano e marmo giallo antico)
Sul fondo dei portici si aprivano gli ampi spazi semicircolari delle esedre, separati da un diaframma di pilastri in marmo cipollino, sormontato da un secondo ordine di colonne in marmo africano (che nonostante il nome proveniva dall'Asia Minore), che oltrepassava il tetto dei portici permettendo di dare luce all'ambiente. Le esedre erano pavimentate da lastre rettangolari alternate nei marmi giallo antico e africano.
La parete di fondo delle esedre era decorata da un duplice ordine di semicolonne, in marmo cipollino quelle inferiori e in marmo giallo antico quelle superiori, che anche in questo caso inquadravano nicchie con statue, delle quali sono stati rinvenuti vari frammenti. La nicchia centrale, di dimensioni maggiori, era inquadrata da un'edicola costituita da due colonne staccate da parete. Le statue erano dotate del nome e le cariche (titulus) sul piedistallo e talune erano dotate anche di elogium (la imprese principali) scolpito su una lastra posta più sotto. I personaggi erano in tutto 25 (dei quali conosciamo il nome tramite varie vie), mentre le nicchie superiori dovevano ospitare solo trofei.
Nell'esedra di nord-ovest (a sinistra per chi entrava nel foro) si trovava nella nicchia centrale la statua di Enea  con elogium, che era il mitico progenitore non solo di Roma, ma anche della Gens Iulia. Era raffigurato in fuga da Troia con il padre Anchise e il figlioletto Ascanio. Seguivano da questo lato i re di Alba Longa.
Nell'esedra opposta si trovava al centro la statua di Romolo, con elogium e il trofeo della sua vittoria sul re dei Ceninesi,  le spolia opima. Nelle restanti nicchie si disponeva la serie dei summi viri della storia di Roma, che proseguivano anche nelle nicchie dei portici. Evidente era l'intento ideologico di presentare Augusto come riassunto delle origini mitiche e della tradizione storica cittadina, in un compromesso tra tradizione e innovazione tipicamente augusteo: la storia repubblicana veniva così a essere recuperata e identificata con la storia della Gens Iulia, a partire dal mitici antenati di Enea e Romolo, fino a risalire ai progenitori divini di Venere e Marte, onorati nel tempio. In ciò il foro differiva da quello di Cesare, dove la figura del dittatore era proposta come figura monarchica divinizzata.

### Aula del Colosso
Alla testata del portico settentrionale si apriva una sala separata, schermata da due colonne con fusti in marmo giallo antico, che proseguivano nelle dimensioni e nei colori gli ordini della facciata e del muro di fondo dei portici. La sala si presentava di altezza maggiore degli spazi dei portici stessi.
La pavimentazione era realizzata con lastre rettangolari, alternativamente in marmo giallo antico e pavonazzetto e le pareti laterali erano decorate da un ordine di lesene con fusti in marmo pavonazzetto, tra le quali degli incassi ospitavano probabilmente i due quadri del celebre pittore greco Apelle, che raffiguravano uno Alessandro Magno con i Dioscuri e la Vittoria, l'altro Alessandro sul carro trionfale con l'immagine allegorica della guerra con le mani legate. In seguito Claudio fece ridipingere i ritratti di Alessandro con quelli di Augusto. Questi quadri dovettero essere scelti per ovvi intenti celebrativi di Augusto.
L'ordine di lesene sulle pareti laterali della sala si interrompeva sulla parete di fondo, a cui si addossava un podio rivestito con lastre in marmo pavonazzetto. La parete era qui rivestita da lastre in marmo bianco sulle quali era stato dipinto un grande tendaggio azzurro, decorato da motivi in rosso e in oro.
Sopra il podio, sullo sfondo del tendaggio dipinto si innalzava una colossale statua, alta circa 12 m, raffigurante probabilmente il Genio (divinità tutelare) di Augusto, realizzata come acrolito, citata da Marziale.
La sala venne chiusa in epoca imprecisata da un muro in opera laterizia e probabilmente fu abbandonata in epoca precedente alle altre parti del complesso forense.
Alle spalle di questa sala si trova un complesso di piccole stanze di servizio attorno a una corte porticata a pilastri, trasformata nel XVI secolo nella "Cappella palatina", dedicata a San Giovanni Battista, della Casa dei Cavalieri di Rodi. Questi ambienti dovevano far parte delle strutture di servizio pubbliche annesse al Foro e sono ad esso contemporanei.

## Funzioni
Nei portici del complesso monumentale si svolgevano le attività giudiziarie dei pretori urbani, mentre nel tempio si tenevano le riunioni del Senato per deliberare su guerre e trionfi. Vi si custodivano inoltre le insegne delle legioni perdute in guerra e in seguito recuperate, come quelle perse da Crasso contro i Parti nella battaglia di Carre, o quelle perse da Publio Quintilio Varo contro i Germani nella battaglia della foresta di Teutoburgo.